# Beckeresia
Beckeresia is een geslacht van hooiwagens uit de familie Gonyleptidae.
De wetenschappelijke naam Beckeresia is voor het eerst geldig gepubliceerd door H. Soares in 1970. 

## Soorten
Beckeresia omvat de volgende 2 soorten:
- Beckeresia beckeri
- Beckeresia delicata